# Sínodo (Iglesia presbiteriana)
El Sínodo es uno de los cuerpos mayores y de gran importancia en el sistema de orden presbiteriano, representa a la Iglesia y particularmente a la Asamblea General dentro de su jurisdicción regional; es el tercer cuerpo de gobierno de la Iglesia Nacional Presbiteriana de México en orden ascendente. Es propiamente un cuerpo de coordinación, interrelación y de apelación en asuntos de disciplina. Este cuerpo sirve de enlace entre la Asamblea y los presbiterios.
El sínodo se compone de un mínimo de tres presbiterios debidamente constituidos y abarca una amplia región geográfica bajo su cuidado y responsabilidad, que constituye su área o campo jurisdiccional.